# Werktitel
Werktitel sind die Namen oder Bezeichnungen von Druckschriften, Filmwerken, Tonwerken oder sonstigen vergleichbaren Werken, z. B. Softwarenamen (§ 5 Abs. 3 MarkenG). Der Werktitel genießt Kennzeichenschutz nach dem Markengesetz (MarkenG) als besondere Form der geschäftlichen Bezeichnung (§ 5 Abs. 1 MarkenG).

## Voraussetzungen
Um schützenswert zu sein, muss ein Titel ein Minimum an Unterscheidungskraft, sogenannte Kennzeichnungskraft besitzen. Unterscheidungskraft im Rahmen des Werktitelschutzes bezeichnet die Eignung eines Titels, ein Werk von einem anderen zu unterscheiden. Dem Titel kommt die Funktion als Individualisierungsmittel zu. Ohne Kennzeichnungskraft hat der Urheber keine Abwehransprüche gegen Dritte, die denselben Titel wählen („Liebeslied“). Die  Neuheit einer Wortkombination begründet für sich gesehen noch keine hinreichende Unterscheidungskraft. Vielmehr ist einer Bezeichnung die Eintragung als Marke wegen Fehlens jeglicher Unterscheidungskraft zu versagen, wenn sie einen beschreibenden Begriffsinhalt aufweist, der für die in Frage stehenden Dienstleistungen ohne weiteres und ohne Unklarheiten als solcher erfasst wird.

## Anspruchsgrundlagen
Ein Titelschutz kann auf vier Arten gewährleistet werden: durch das Markenrecht, das Wettbewerbsrecht, das allgemeine Zivilrecht (§ 12 BGB) oder durch das Urheberrecht. Ein Schutz durch das Urheberrecht setzt voraus, dass es sich bei dem Titel eines Werkes um eine allgemein urheberrechtlich schutzfähige Teilleistung handelt. Die gefestigte Rechtsprechung hält zwar die Möglichkeit eines urheberrechtlichen Titelschutzes allgemein für zulässig, schränkt aber ein, dass im Normalfall die notwendige Individualität und Originalität bei einem Titel nicht gegeben ist, da er meist nur aus wenigen Worten besteht und ein Kurzsymbol für das Musikwerk selbst darstellt. Für den Schutz eines Titels ist das Urheberrecht mithin ungeeignet, sodass insbesondere im geschäftlichen Verkehr der markenrechtliche Titelschutz wirksamer ist. Im Fall unliebsamer Konkurrenz kann auch das Wettbewerbsrecht als Verteidigungsmittel dienen.
Zwischen dem Werk und seinem Titel besteht Akzessorietät, beide sind zunächst untrennbar miteinander verbunden. Demnach könnte es zur Verwechslungsgefahr zweier Werke erst kommen, wenn sie unter ihrem Titel auf dem Markt sind. Doch sind sowohl die Rechtsprechung als auch die herrschende Meinung der Auffassung, dass Schutzobjekt der §§ 5 Abs. 1 und Abs. 3, § 15 MarkenG der Titel und nicht das Werk sind.

## Entstehen des Schutzes
Der Schutz für einen Werktitel entsteht, wenn ein Werk in den Verkehr gebracht wird. Der Kennzeichenschutz umfasst das ausschließliche Recht an einer geschäftlichen Bezeichnung (§ 15 Abs. 1 MarkenG).
Um den Titel schon vor dem Erscheinen zu schützen (z. B. Entwicklung und Produktion), kann der Anspruch auf sogenannten vorgezogenen Werktitelschutz durch eine Titelschutzanzeige bekanntgemacht werden. Diese Anzeige hat zeitlich begrenzt die gleiche Wirkung wie das Erscheinen des Werks. Das geplante Werk muss jedoch innerhalb einer „angemessenen Frist“ auf den Markt kommen, sonst verfällt der vorgezogene Werktitelschutz. Welche Frist angemessen ist, richtet sich nach der Art des Werks (bei Printmedien beispielsweise sechs Monate). Titelschutzanzeigen können im Titelschutzanzeiger, im Titelschutz-Journal oder im titelschutz-magazin nach § 5 Abs. 3 MarkenG gegen Gebühr veröffentlicht werden.
Bei Büchern können Titelschutzanzeigen auch im Börsenblatt des Börsenvereins des Deutschen Buchhandels geschaltet werden. Dort gibt es auch eine Schiedsstelle für Streitigkeiten. Ebenfalls können Titelschutzanzeigen direkt im Internet geschaltet werden, es gibt jedoch noch kein rechtskräftiges Urteil über die Wirksamkeit.

## Titelrecht im Ausland
In Fällen mit Auslandsberührung ist das Internationale Kollisionsrecht anwendbar.
Werke der Kulturgüterbranche werden häufig international vertrieben; Musikstücke nahezu immer unter identischem Titel, bei Filmen, Büchern und anderen Werkgattungen sind Übersetzungen verbreitet. Wenn ein Werk gleichzeitig in anderen Ländern mit abweichenden Urheberrechtsregelungen veröffentlicht wird, ergeben sich nach dem Schutzlandprinzip unterschiedliche Rechtsfolgen in unterschiedlichen Rechtsordnungen. In Großbritannien gilt, dass ein Titel als Teil eines geschützten Werks in den meisten Fällen bei einem anderen Werk übernommen werden kann, ohne dass es zum Vorwurf der wesentlichen Übernahme kommt (16(3)(a) des Copyright, Designs and Patents Act 1988). So gibt es dort vom Musiktitel I Need You gleich sieben Hitparadennotizen, ohne dass die zugrunde liegenden Musikwerke identisch sind. In den USA werden Musik- und Filmwerke einschließlich der sie begleitenden Worte geschützt (17 U.S.C. § 102(a)(2)). Der Titel wird automatisch mit dem Werk geschützt.